# Héctor Cruz Cheng
Héctor André Cruz Cheng (Lima, 18 de enero de 1991) es un futbolista peruano. Juega de delantero y actualmente está en San Andrés de Runtu que participa en la Copa Perú.

## Trayectoria
Realizó las divisiones menores en Universitario de Deportes. Luego pasó a las filas de Sporting Cristal, equipo con el que debutó en Primera División el 14 de diciembre de 2008 ante Sport Boys. Luego, a mediados de 2011, pasó a formar parte del León de Huánuco. 
En agosto de 2012, fichó por el Sport Boys del Callao para jugar la segunda etapa del Descentralizado. A inicios del 2013, llegó al Juan Aurich de Chiclayo. No obstante, a los pocos días el equipo chiclayano lo cedió a préstamo a Los Caimanes, equipo de la Segunda División.

## Clubes
| Club                  | País | Año         |
| --------------------- | ---- | ----------- |
| Sporting Cristal      | Perú | 2008 - 2011 |
| León de Huánuco       | Perú | 2011 - 2012 |
| Sport Boys            | Perú | 2012        |
| Juan Aurich           | Perú | 2013        |
| Los Caimanes          | Perú | 2013        |
| Alfonso Ugarte (Puno) | Perú | 2014        |
| Sport Águila          | Perú | 2015        |
| Sport La Vid          | Perú | 2015        |
| Alianza Universidad   | Perú | 2017        |
| Deportivo Llacuabamba | Perú | 2019        |
| Rosario F.C           | Perú | 2022        |
| San Andrés de Runtu   | Perú | 2022-       |

Club OLYMPIA DE CAMPEONES              2023
INDEPENDIENTE DE CARABAYLLO         2024

## Palmarés
| Título           | Club         | País | Año  |
| ---------------- | ------------ | ---- | ---- |
| Segunda División | Los Caimanes | Perú | 2013 |

CAMPEÓN CON EL CLUB DEPORTIVO LLACUABAMBA 2019